# Hijack
Hijack is een album van de Duitse rockgroep Amon Düül II. Op het album speelden weer verschillende van de oorspronkelijke leden van Amon Düül mee. De groep leek verder op zijn terugweg en de ontvangst van het album bij fans en critici was matig.
Het verscheen in Duitsland op elpee bij Nova, in Amerika bij Atco Records, en in Engeland bij Atlantic Records.

## Tracks
1. "I Can't Wait (Part 1+2)" - 6:18
2. "Mirror" - 4:21
3. "Traveller" - 4:23
4. "You're Not Alone" - 6:55
5. "Explode Like a Star" - 4:00
6. "Da Guadeloop" - 7:03
7. "Lonely Woman" - 4:44
8. "Liquid Whisper" - 3:24
9. "Archy The Robot" - 3:30

Het nummer "Lonely Woman" is een cover van een nummer van Ornette Coleman.

## Bezetting
- Chris Karrer: akoestische gitaar, elektrische gitaar, viool, sopraansaxofoon, zang
- Renate Knaup-Krötenschwanz: zang
- Peter Leopold: drums, percussie, akoestische gitaar
- Lothar Meid: basgitaar, akoestische gitaar, zang, strijkarrangementen
- Falk U. Rogner: synthesizer
- John Weinzierl: akoestische gitaar, elektrische gitaar

Gastmuzikanten:
- Chris Balder: strijkers
- Thor Baldursson: keyboards
- Bob Chatwin: trompet
- Lee Harper: trompet
- Hermann Jalowitzki: kleine trom
- Bobby Jones: saxofoon
- Olaf Kübler: dwarsfluit, sopraansaxofoon
- Rudy Nagora: saxofoon
- Ludwig Popp: hoorn
- Wild Willy: accordeon, percussie, zang